# Al-Shawkatliyah
Al-Shawkatliyah (tiếng Ả Rập: Tiếng Ả Rập) là một ngôi làng Syria thuộc huyện Qatana của tỉnh bang Dimashq. Theo Cục Thống kê Trung ương Syria (CBS), Al-Shawkatliyah có dân số 775 người trong cuộc điều tra dân số năm 2004.